# Langueyage
Le langueyage est l'examen de la face inférieure de la langue d'un porc pour vérifier l'absence de kystes formés par les cysticerques. Auquel cas le porc serait alors dit ladre (atteint de cysticercose).
Cet examen était pratiqué autrefois sur les marchés à bestiaux par un professionnel appelé langueyeur. Le langueyeur soulevait la langue de l'animal pour apercevoir les cysticerques, se présentant comme des petites formations sphériques, de couleur opaline, de la grosseur d'un grain de blé.
La surveillance des langueyeurs était déjouée par la pratique de l'épinglage. Elle consistait à crever les cysticerques à l'aiguille pour les rendre invisibles, facilitant ainsi la vente de l'animal,.